# Heinrich Simon (Landrat)
Heinrich Simon (* 24. Januar 1883 in Delecke; † 26. Mai 1940 in Lippstadt) war ein deutscher Verwaltungsjurist und  Landrat.

## Leben und Wirken
Nach der Untersekundareife trat Heinrich Simon 1903 in den Mittleren Justizdienst ein und war zehn Jahre später als Justizinspektor Grundbuchführer und Hauptkassenkontrolleur beim Amtsgericht Bochum.
Er wurde im Juli 1933 zunächst kommissarisch, dann am 10. Dezember 1933 definitiv zum Bürgermeister der Stadt Lippstadt ernannt. Auf Vorschlag des NSDAP-Gauleiters Josef Wagner und gegen die Bedenken des Regierungspräsidenten von Stockhausen und des Preußischen Innenministeriums wurde Simon am 18. Juli 1935 mit der stellvertretenden Verwaltung des Landratsamtes Lippstadt beauftragt. Nachdem er am 17. Januar 1936 mit der kommissarischen Wahrnehmung des Landratsamtes beauftragt wurde, folgte am 25. Mai 1936 die definitive Ernennung zum Landrat des Kreises Lippstadt. Er blieb bis zu seinem Tode im Amt.
Simon war Mitglied der DNVP und trat am 1. August 1932 in die NSDAP ein.